# Martina Nibbeling-Wrießnig
Martina Nibbeling-Wrießnig (* 1958) ist eine deutsche Diplomatin. Sie war von Oktober 2017 bis Mitte 2022 deutsche Botschafterin in Costa Rica.

## Leben
Nach dem Abitur studierte Martina Nibbeling-Wrießnig Rechts- und Politikwissenschaften und schloss dieses Studium mit dem 2. Juristischen Staatsexamen im Jahr 1986 ab. Während des Studiums absolvierte sie Praktika bei UNEP in Kenia und dem Westafrika-Referat des BMZ.
Sie ist verheiratet mit dem Diplomaten im Ruhestand Thomas Wrießnig.

## Laufbahn
Nibbeling-Wrießnig trat 1987 in den Auswärtigen Dienst ein. Erste Auslandseinsätze führten sie nach Sydney, London und Seoul. Es folgte ein Einsatz als Politikreferentin an der Botschaft Moskau.
Von 1998 bis 2002 war sie als Leiterin des Büros des Staatsministers im Auswärtigen Amt, Ludger Volmer, unter anderem für Fragen der südlichen Halbkugel und Globalisierung zuständig. Im Zusammenhang mit der Visa-Affäre wurde sie im April 2005 vor dem Visa-Untersuchungsausschuss befragt. –
In den Jahren 2002 und 2003 war sie in Washington als Austauschbeamtin in der politischen Abteilung des State Department. Danach arbeitete sie bis 2005 als Leiterin Presse der Botschaft Washington.
Nach einer weiteren Standzeit im Auswärtigen Amt in Berlin (2006–2009 in der Abteilung für Kommunikation) vertrat sie von 2009 bis 2012 die Bundesrepublik Deutschland als Botschafterin und Leiterin der Ständigen Vertretung bei der UNESCO in Paris.
Es folgte ein Einsatz in der Botschaft Rom als ständige Vertreterin des Botschafters und Leiterin der Abteilung Wirtschaft, Finanzen und Soziales. In den Jahren 2015 und 2016 war sie in der Kulturabteilung des Auswärtigen Amtes mit Sonderaufgaben betraut. Ab Oktober 2017 arbeitete sie an der Botschaft Tegucigalpa (Honduras), bevor sie im Juli 2018 ihren Dienst als Botschafterin in Costa Rica antrat, wo sie bis Mitte 2022 blieb.